# Binscarth
Binscarth est un ancien village du Manitoba, entourée par la municipalité de Russell-Binscarth. Sa population s'établit à 425 personnes en 2011. La ville est localisée à approximativement 167 km au nord-ouest de Brandon et à 16 km au sud de Russell.

## Démographie
| 2001 | 2006 | 2011 | 2016 |
| ---- | ---- | ---- | ---- |
| 445  | 395  | 425  | 407  |

## Référence
- (en) Cet article est partiellement ou en totalité issu de l’article de Wikipédia en anglais intitulé « Binscarth, Manitoba » (voir la liste des auteurs).

1. ↑  « Statistique Canada - Profils des communautés de 2006 -    Binscarth » (consulté le 4 juin 2020)
2. ↑  « Statistique Canada - Profils des communautés de 2016 -   Binscarth » (consulté le 3 juin 2020)